# 尖刺異寄居蟹
尖刺異寄居蟹（学名：Alloeopagurodes spiniacicula）为寄居蟹科異寄居蟹屬下的一个种。